# Ухта
Ухта́ (комі Уква) — місто (з 1943) в Республіці Комі, Російська Федерація. Ухта — третє за кількістю мешканців місто в Республіці Комі після Сиктивкара та Воркути.

## Географія
Знаходиться за 320 км від Сиктивкара — столиці Комі. Місто розташоване в долині річки Ухта та її притоку Чиб'ю.

## Історія

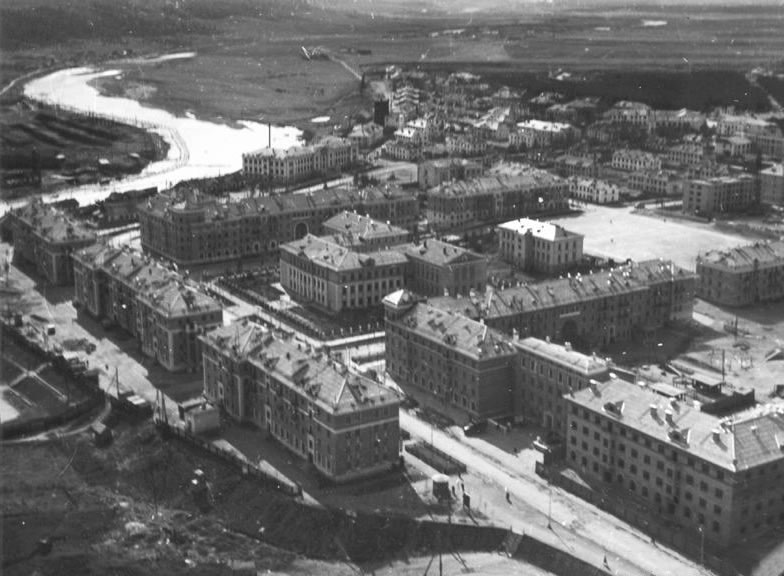
Ухта. Вид на Ухту з висоти пташиного польоту. 1960-ті

Про нафтові поклади біля річки Ухти було відомо ще в XVII сторіччі. В 1868 промисловець М.Сидоров пробурив тут одну з перших нафтову свердловину. З початку XX сторіччя тут проводились постійні пошуки нафти. В 1918 році ухтинські нафтові промисли були націоналізовані. 20 серпня 1939 тут було засновано селище Чиб'ю, яке 20 листопада 1943 отримало статус міста та стало йменуватися (з 1939) Ухтою.

## Економіка
Ухта сьогодні — це перспективне північне місто з добре розвиненою нафтовою промисловістю. До 1953 року Ухта будувалася переважно силами засуджених ГУЛАГу.
Сьогодні Ухта промислово розвинене місто. Основою економіки є такі підприємства:
- ОАО «Газпром»
- НК «Лукойл»
- ОАО «Транснафта» та інші.
- «Коминнефть»

## Транспорт
- Залізничний вокзал (на північ до станцій Печора, Усінськ, Воркута)
- Аеропорт Ухта
- Автобусні маршрути

## Галерея

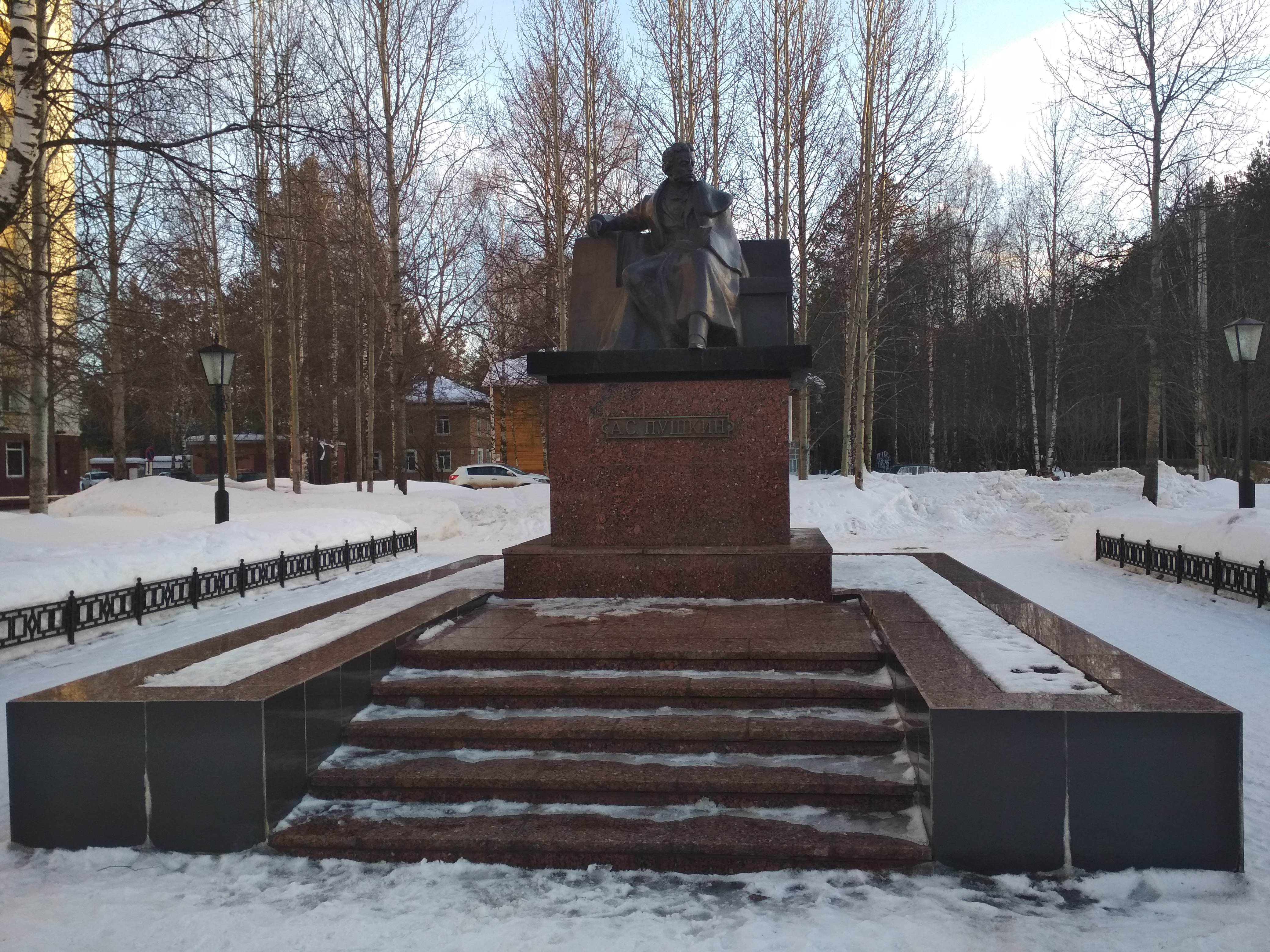
Пам’ятник Пушкіну
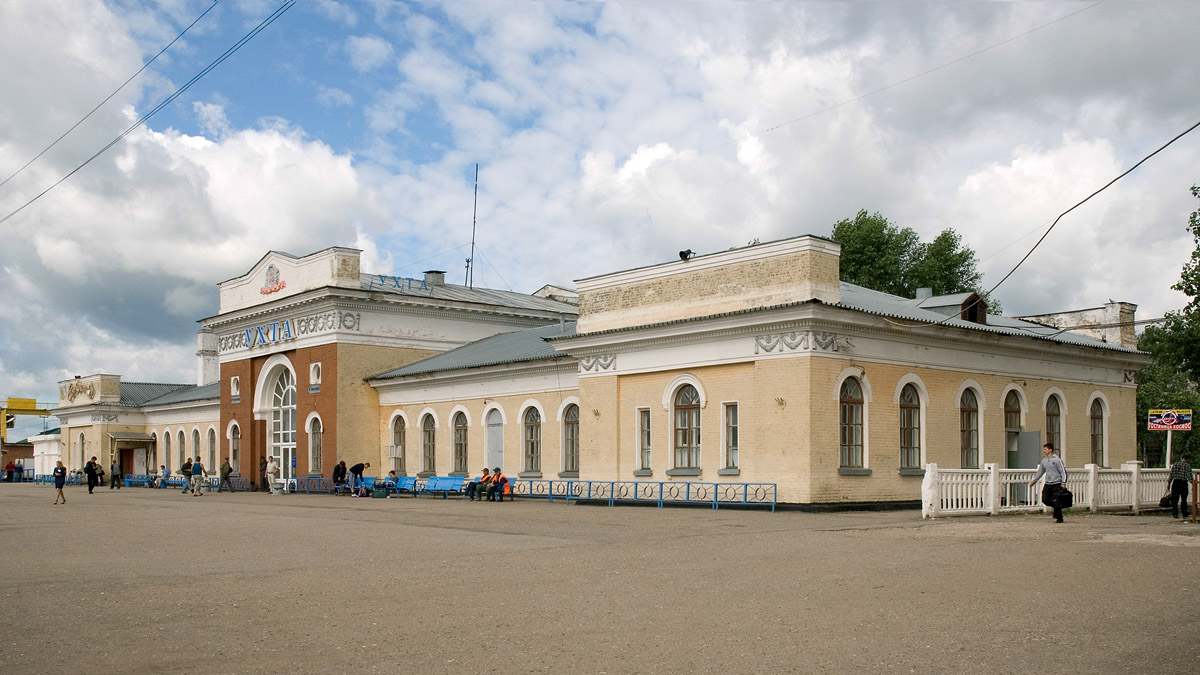
Залізничний вокзал
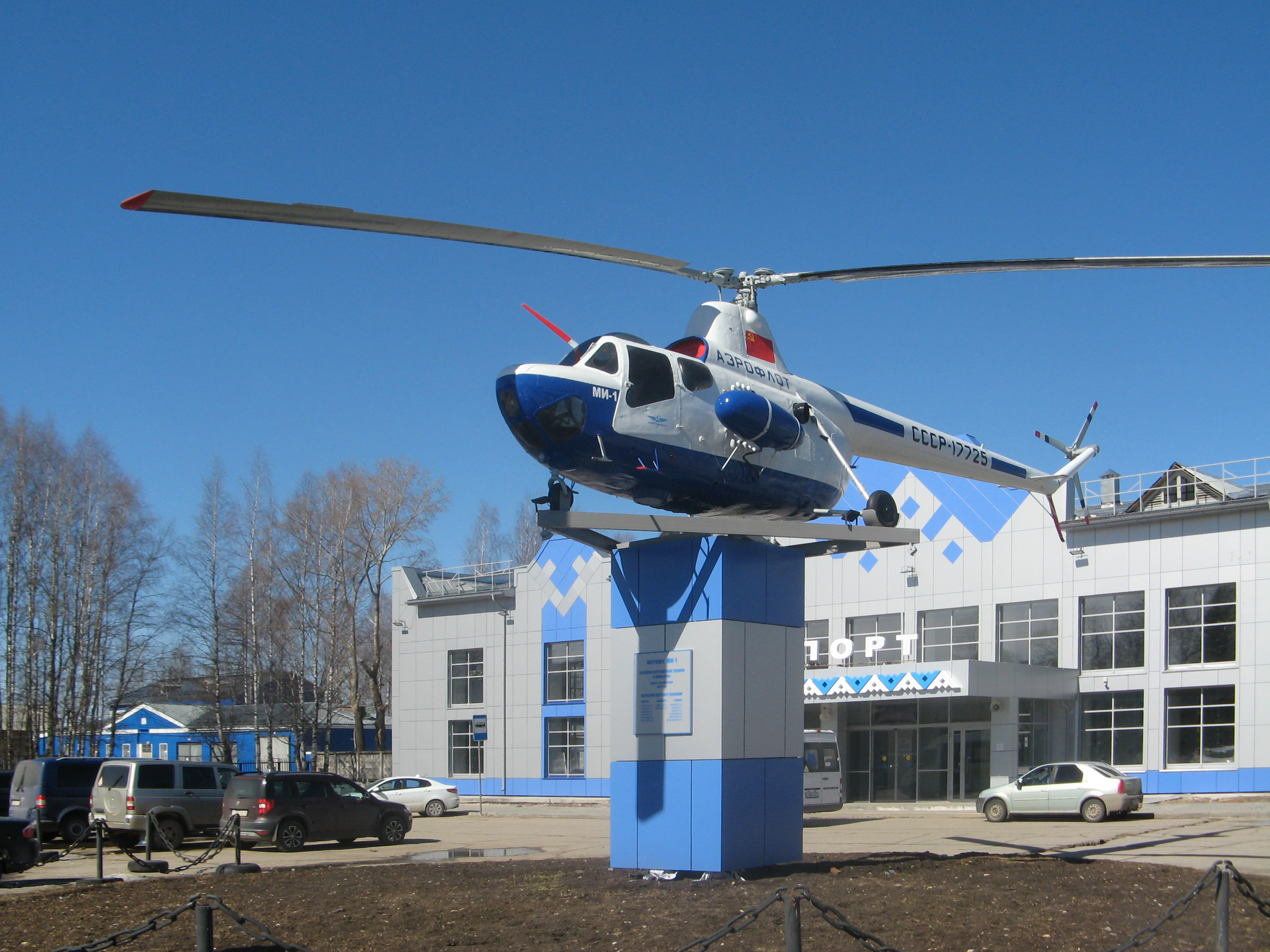
Вертоліт-пам’ятник Мі-1